# Alexandre Nevski
|  | Per a altres significats, vegeu «Aleksandr Nevski». |

  Alexandre Nevski    (Pereslavl-Zalesski, 13 de maig de 1220 - Godorets, 14 de novembre de 1263), nom complet amb patronímic Aleksandr Iaroslàvitx Nevski (Rus:Александр Ярославич Невский; pronunciat [ɐlʲɪˈksandr jɪrɐˈsɫavʲɪtɕ ˈnʲɛfskʲɪj, que es podria traduir com a Alexandre del Nevà, fill de Iaroslav, rus: Александр Ярославич Невский, fou un cabdill rus, fill del Gran Duc Iaroslav II Vsevolodovitx, que governava a Nóvgorod. Lluità contra els suecs, teutons i tàrtars que amenaçaven Nóvgorod. Considerat comunament com una figura clau de la Rússia medieval, Alexandre era net de Vsevolod el Gran i es va convertir en llegendari a causa de les seves victòries militars sobre els invasors alemanys i suecs. Va preservar l'estatut i l'ortodòxia separats, acceptant retre homenatge a la poderosa Horda d'Or. El metropolità Macari va canonitzar Alexander Nevski com a sant de l'Església Ortodoxa Russa el 1547.

## Biografia

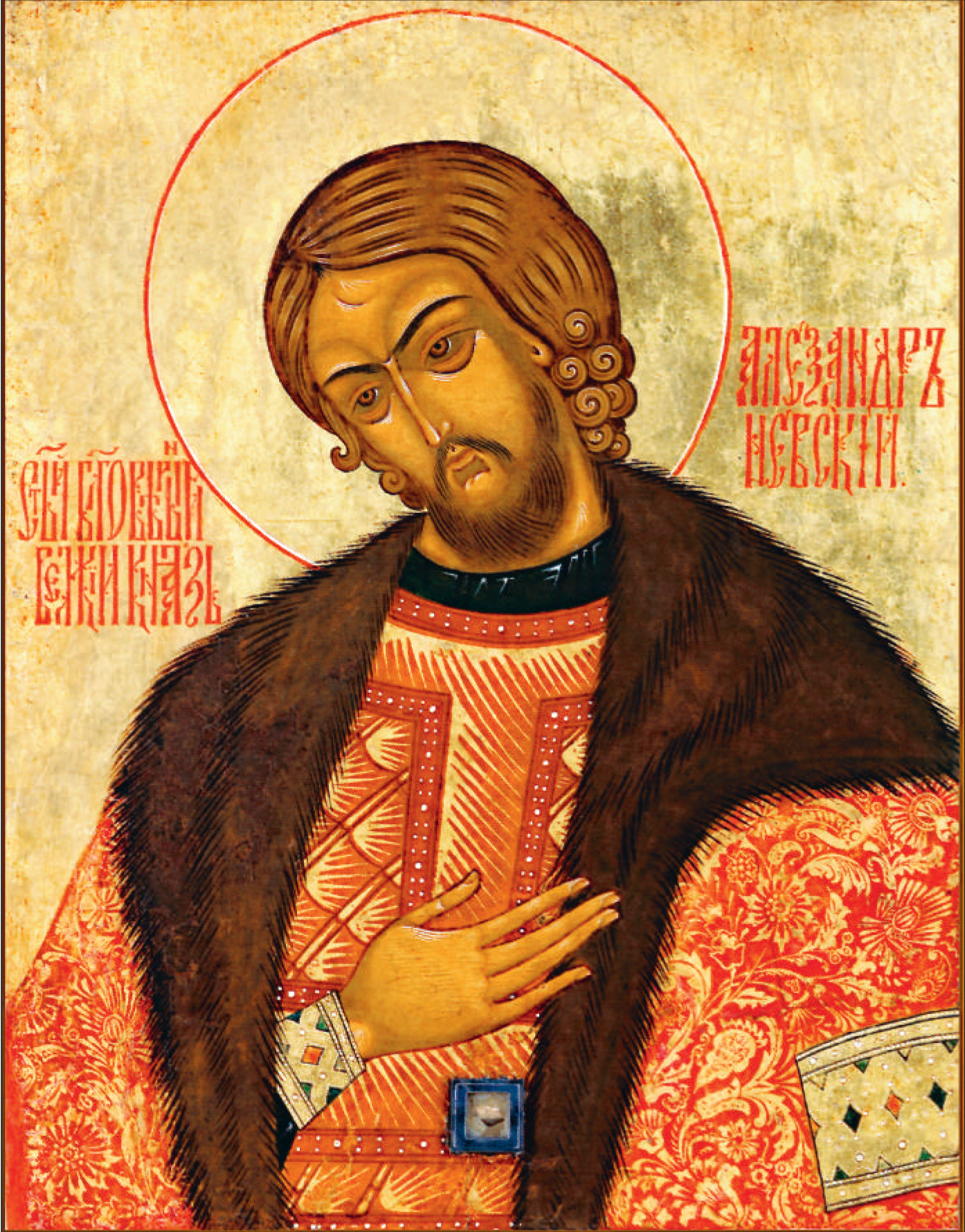
Icona representant a Alexandre Nevski

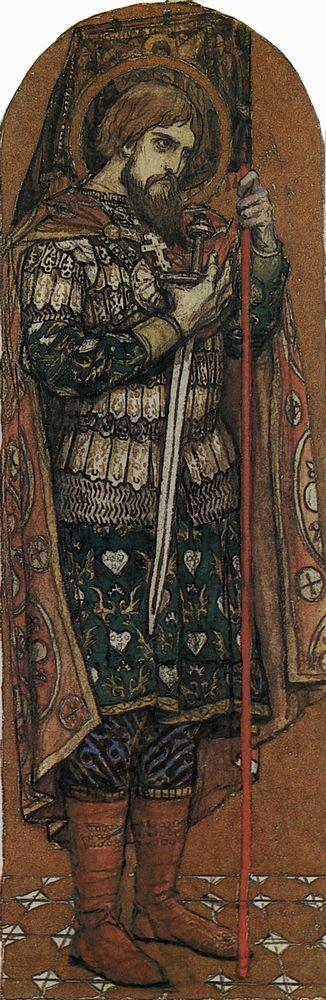
Pintura de Víktor Vasnetsov, 1885-93

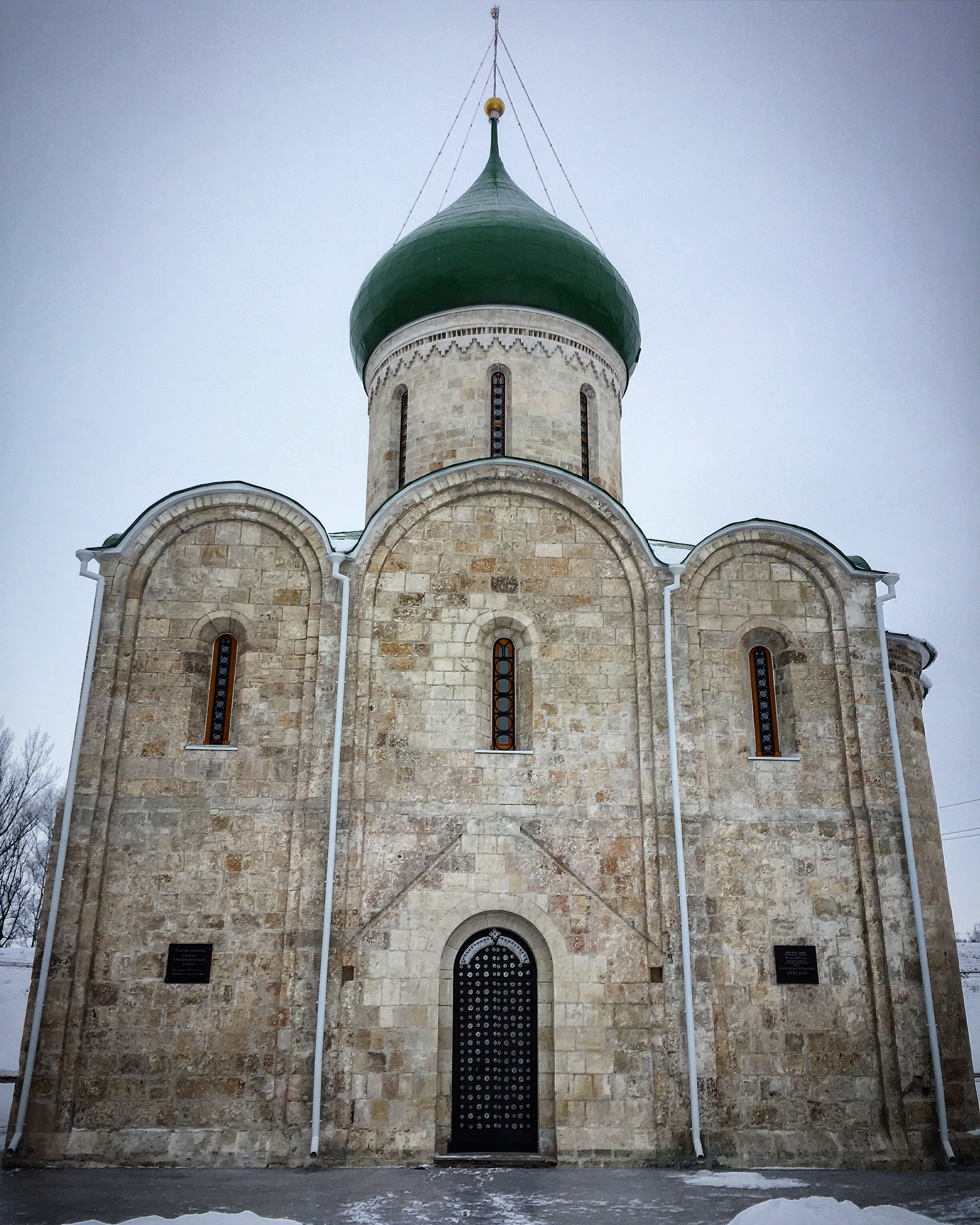
Catedral del Salvador, a Pereslavl, on va ser batejat Alexandre

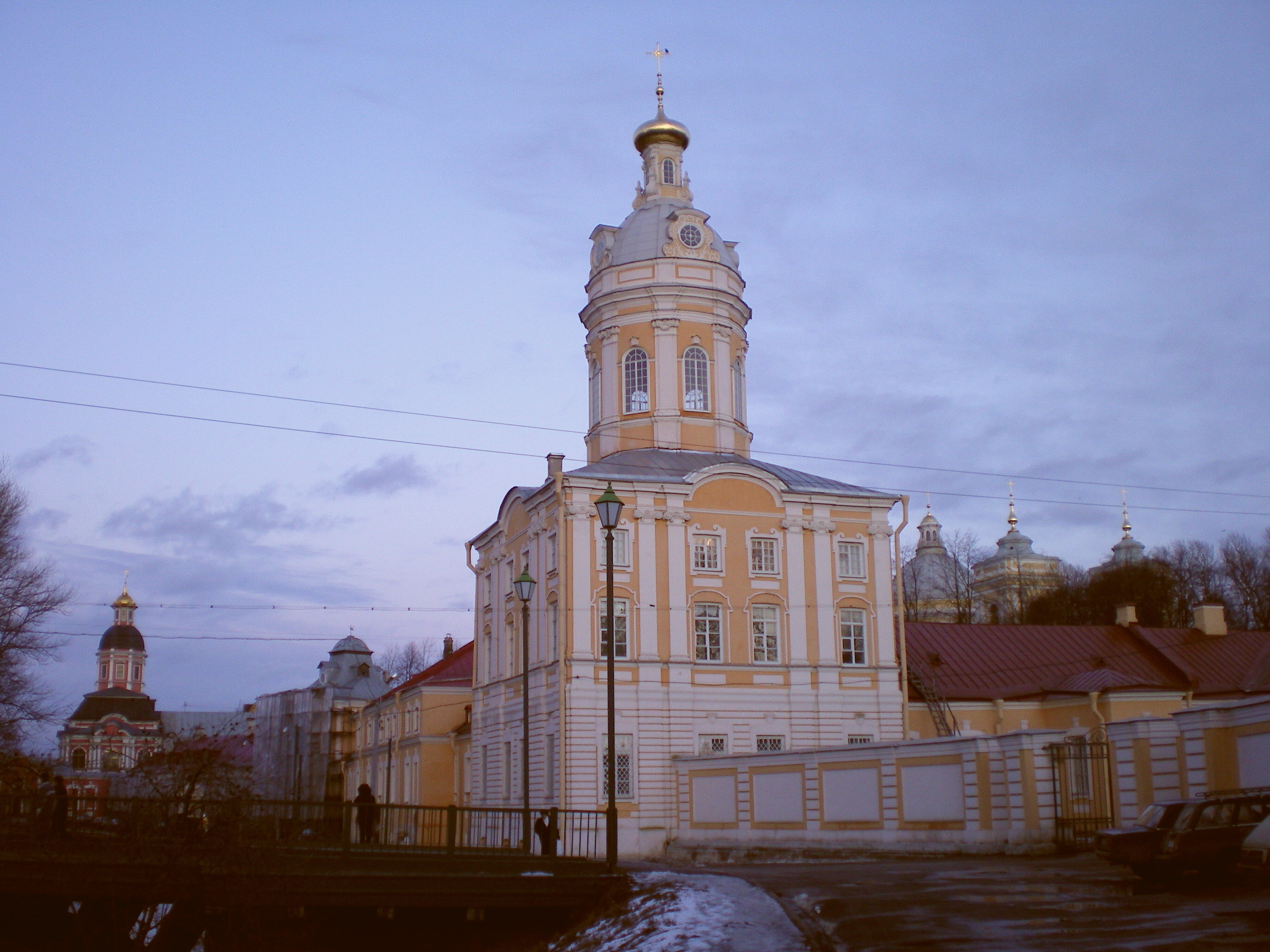
Monestir d'Alexandre Nevski, a Sant Petersburg

Quart fill del príncep Iaroslav II Vsevolodovitx (Яросла́в Все́володович), va ser nomenat kniaz (príncep) i cabdill militar de Nóvgorod, davant de les amenaces dels suecs i dels alemanys. A Contes de la vida i el coratge del pietós i gran Príncep Alexander trobades a la Segona Crònica de Pskovian, cap a 1260–1280, hi ha una de les primeres referències conegudes al Gran Príncep:
| « | "Per voluntat de Déu, el príncep Alexandre va néixer del gran príncep Iaroslav, caritatiu, amant de la gent i mansoi, i la seva mare era Teodosia. Tal com va dir el profeta Isaïes: "Això diu el Senyor: Jo nomeno els prínceps perquè són sagrats i jo els dirigeixo"."... Era més alt que els altres i la seva veu arribava al poble com una trompeta, i el seu rostre era com el rostre de Josep, a qui el faraó egipci va posar al costat del rei d'Egipte després d'ell. El seu poder formava part del poder de Samsó i Déu li va donar la saviesa de Salomó... aquest príncep Alexandre: solia derrotar però mai va ser derrotat.. " | » |

Nascut a Pereslavl-Zalesski, Alexandre era el segon fill del príncep Iaroslav Vsevolodovitx i Feodosia Igorevna de Riazan. El seu avi matern era Igor Glebovitx, el segon fill de Gleb Rostislavitx, príncep de Riazan (m. 1178). La seva àvia materna era Agrafena de Kíev, filla de Rostislav I de Kíev. Alexandre semblava no tenir cap possibilitat de reclamar el tron de Vladímir. El 1236, però, els novgorodians el van convocar per convertir-se en kniaz (príncep) i cap militar de Novgorod, per defensar les seves terres del nord-oest dels invasors suecs i alemanys.
Les primeres etapes de la seva vida les passà a la ciutat russa de Nóvgorod. Sent encara jove, hagué de governar. Cap al 1225 els tàrtars, a les ordres de Genguis Kan, van arrasar les ciutats russes. La seva regió, això no obstant, es va salvar de la devastació causada pels tàrtars, però Alexandre hauria de lluitar contra els enemics occidentals.
La mort d'Andreu de Galítzia el 1234 va permetre la restauració de Daniel de Galítsia, que un cop al tron va ajudar Vladímir III de Kíev en la seva guerra amb Miquel de Txernígov. Daniel va devastar Txernígov, però fou derrotat per un exèrcit kiptxak en 1236 encapçalat per Iziaslav de Sevèria. Miquel es va establir a Galítzia mentre que Iziaslav va establir-se a Kíev.

### Príncep de Novgorod
A la marxa dels kiptxak, Miquel de Txernígov es va veure obligat a retornar Kiev a Vladímir III de Kíev, qui al seu torn la va cedir a Iaroslav II Vsevolodovitx, príncep de Nóvgorod; aquest, en deixar Novgorod, va posar en el seu lloc el seu fill Alexandre, una decisió aprovada pel vetxe, que necessitava els seus exèrcits.

### Lluita contra els suecs
Durant la revolta tavastiana a l'hivern de 1236 i 1237 contra el Regne de Suècia i contra els missioners catòlics, els rebels van rebre ajuda de la República de Nóvgorod, que intentava disminuir la influència sueca a Finlàndia per tal de reforçar la seva pròpia posició però amb la invasió mongola de Rússia el 1237, el suport de Nóvgorod als rebels va disminuir. L'any 1237, el papa Gregori IX promulgà una butlla contra els finesos que s'havien rebel·lat contra el catolicisme i també per portar als russos al catolicisme. Així es formà un gran exèrcit suec sota les ordres del gendre del rei de Suècia, Birger Jarl, fundador de la ciutat d'Estocolm. Probablement, i el 1238 o 1239 els suecs van dur a terme una campanya reeixida conquerint Tavastia.
A la batalla del riu Sit de 1238 en què els mongols van conquerir efectivament el Gran Principat de Vladimir, el príncep regnant Iuri II Vsevolodovitx va morir. El seu germà petit, Iaroslav II Vsevolodovitx va sol·licitar i rebre del mongol Batu Kan el seu permís per convertir-se en el nou príncep, i com a príncep va assignar Nóvgorod al seu fill Alexandre, que va continuar imposant les opinions antioccidentals de la seva família.
El 1240, van començar noves campanyes sueques a la part més oriental del Bàltic provocant l'enfrontament amb Nóvgorod, doncs els carelians havien estat aliats i tributaris de Novgorod des de mitjans del segle XII, i Novgorod tenia el monopoli del comerç de pells de Carèlia. El 1240 els suecs van desembarcar al riu Nevà. Alexandre, assabentat de la notícia, dirigí un discurs als seus homes: "Germans, som pocs i l'enemic és fort, però Déu no està a la força, sinó que està a la Veritat. Recordem les paraules del Creador dels Salms: ... aquests als carros, aquells a cavall, i nosaltres invoquem el nom de Déu... No us espanteu pel nombre d'atacants, perquè Déu està amb nosaltres". Els suecs van ser atacats a la confluència dels rius Ijora i Nevà el 15 de juliol de 1240, on van ser derrotats tot i tenir un exèrcit major, salvant a Rússia d'una invasió major des del nord. Per tot això adquirí el sobrenom de "Nevski" (que significa "Del Nevà"). Aquesta victòria, juntament a la invasió mongola de la Rus de Kíev, proporcionà a Nevski una gran influència política, mentre que deteriorava la seva relació amb els boiars, per la qual cosa hauria d'abandonar Nóvgorod.

### Guerra contra l'Orde Teutònic i la batalla sobre el gel
Algun temps després, l'Orde Teutònic envaí les ciutats de Pskov i Iúriev el 1241, una empresa avalada pel papa Gregori IX, Les gents de Nóvgorod demanaren a Alexandre Nevski que tornés i els ajudés. Nevski tornà del seu exili i s'enfrontà a l'invasor sobre el llac gelat de Peipus i, després de la batalla del Llac Peipus del 5 d'abril de 1242, els intents alemanys d'envair Rússia van detenir-se durant segles. Aquesta victòria va ser molt significativa a l'edat mitjana, ja que era el primer cop que soldats a peu havien envoltat i derrotat un exèrcit de cavallers, molt abans que passés a Occident.
El papa de Roma, Innocenci IV, després de ser derrotat en intentar convertir per la força a Rússia, envià dos cardenals el 1251 per oferir a Nevski la protecció de Roma, però Alexandre ho rebutjà. Després de la invasió teutònica, Nevski seguí enfortint el nord-oest rus. El 1251 signà un tractat de pau amb Noruega i el 1256 tornà a derrotar els suecs, que havien provat de bloquejar novament el mar Bàltic.
La victòria d'Alexandre va marcar un esdeveniment important en la història de Rússia. Els soldats de peu de Novgorod havien envoltat i derrotat un exèrcit de cavallers, muntats a cavall i vestits amb una gruixuda armadura.

### Polític

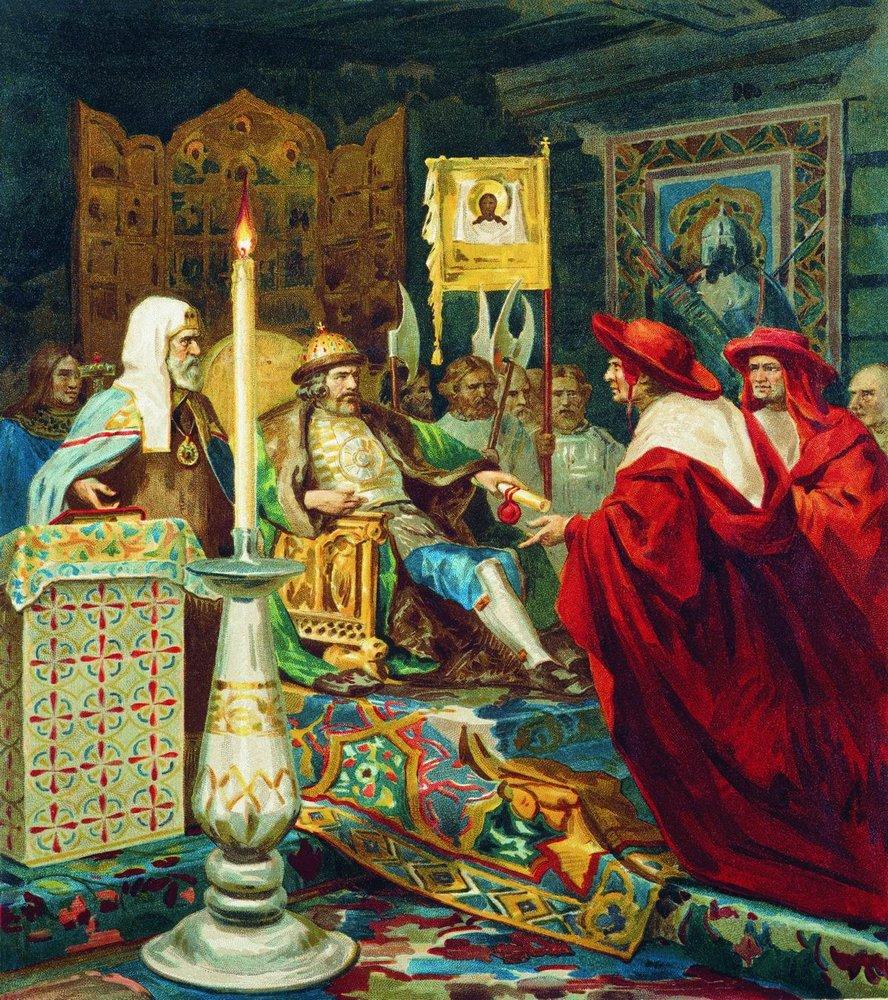
Els enviats del papa romà assisteixen Alexandre Nevski

Com a polític, desmuntà els intents papals de crear una guerra entre Rússia i els tàrtars orientals, atès que va veure una major amenaça per la identitat russa al catolicisme que no pas al Kan. Va fer Rússia vassalla dels mongols per preservar el seu propi estatus i per poder comptar amb els mongols en cas que algú dubtés de la seva autoritat. Els historiadors semblen insegurs sobre el comportament d'Alexandre quan es tractava de les seves relacions amb els mongols. Potser hauria pensat que el catolicisme representava una amenaça més tangible per a la identitat nacional russa que no pas un homenatge al Kan, que tenia poc interès per la religió i la cultura eslaves. També s'argumenta que va mantenir intencionadament els principats eslaus del nord i les ciutats estat com a vassalls dels mongols per tal de preservar el seu propi estatus i va comptar amb l'Horda, que es va fer amistat en cas que algú desafiés la seva autoritat (va forçar els ciutadans de Nóvgorod a pagar tribut).. Alexandre va intentar reforçar la seva autoritat a costa dels boiars i alhora reprimir qualsevol aixecament antimongol al país (Aixecament de Novgorod de 1259). L'Església ortodoxa també posa èmfasi en tolerar l'autoritat civil actual (vegeu Romans 13), que en aquest cas inclouria acceptar el vassallatge mongol com a judici diví.
Segons una interpretació, les intencions d'Alexandre eren protegir els principats dispersos del que esdevindria Moscòvia de les repetides invasions de l'exèrcit mongol. Se sap que va anar a l'Horda mateix i va aconseguir l'èxit eximint els russos de lluitar al costat de l'exèrcit tàrtar en les seves guerres amb altres pobles. Alguns historiadors veuen l'elecció d'Alexandre de la subordinació a l'Horda d'Or i el rebuig a la cooperació amb els països occidentals i l'església com una important reafirmació de l'orientació ortodoxa dels eslaus orientals (iniciada sota el duc Vladimir de Kíev i la seva mare Olga).
Després de la invasió de Livonia, Nevski va continuar enfortint el nord-oest de Rússia. Va enviar els seus enviats a Noruega i, com a resultat, van signar un primer tractat de pau entre Rússia i Noruega el 1251. Alexandre va dirigir el seu exèrcit a Finlàndia i va derrotar amb èxit els suecs, que havien fet un altre intent de bloquejar la mar Bàltica als russos el 1256.

## Gran Príncep de Vladímir
A la conquesta del Principat de Vladímir-Súzdal pels mongols el 1238, el seu príncep regnant, Iuri II Vsevolodovitx, va morir en la batalla del riu Sit; el seu germà petit, Iaroslav II Vsevolodovitx, va demanar i va rebre del khan mongol ser el nou príncep. Com a príncep, va assignar el ducat de Nóvgorod al seu fill Alexandre. No obstant això, mentre viatjava el 1245 a la capital mongol Karakorum a l'Àsia central, Iaroslav va morir. Quan el 1248 Alexandre i el seu germà gran Andrei II Iaroslavitx també van viatjar a Karakorum per assistir al Gran Khan, Andrei va tornar amb el títol del Gran Principat de Vladimir i el senyoriu nominal de Kíev. Una vegada que Mongke es va convertir en el nou Gran Khan el 1251, tots els prínceps russos es van veure obligats a viatjar a Sarai al Volga, la capital de l'Horda d'Or, per ser afirmat en els seus ducats, però Andrei es va negar a anar-hi. Gràcies a la seva amistat amb Sartak Khan, la posterior invasió de l'Horda d'Or va veure com Andrei s'exiliava a Suècia i Alexandre s'instal·là com a Gran Príncep de Vladímir (és a dir, el governant suprem rus) el 1252. Alexandre fidelment va donar suport al domini mongol dins dels seus dominis. El 1259 va dirigir un exèrcit a la ciutat de Novgorod i el va obligar a pagar un tribut que abans havia rebutjat a l'Horda d'Or. Tornant l'any 1263 d'una de les seves freqüents visites a l'Horda, Alexandre va morir a la ciutat de Gorodets, al Volga, quan tornava de Sarai. Abans de la seva mort, va fer vots monàstics i va rebre el nom religiós d'Alexis.

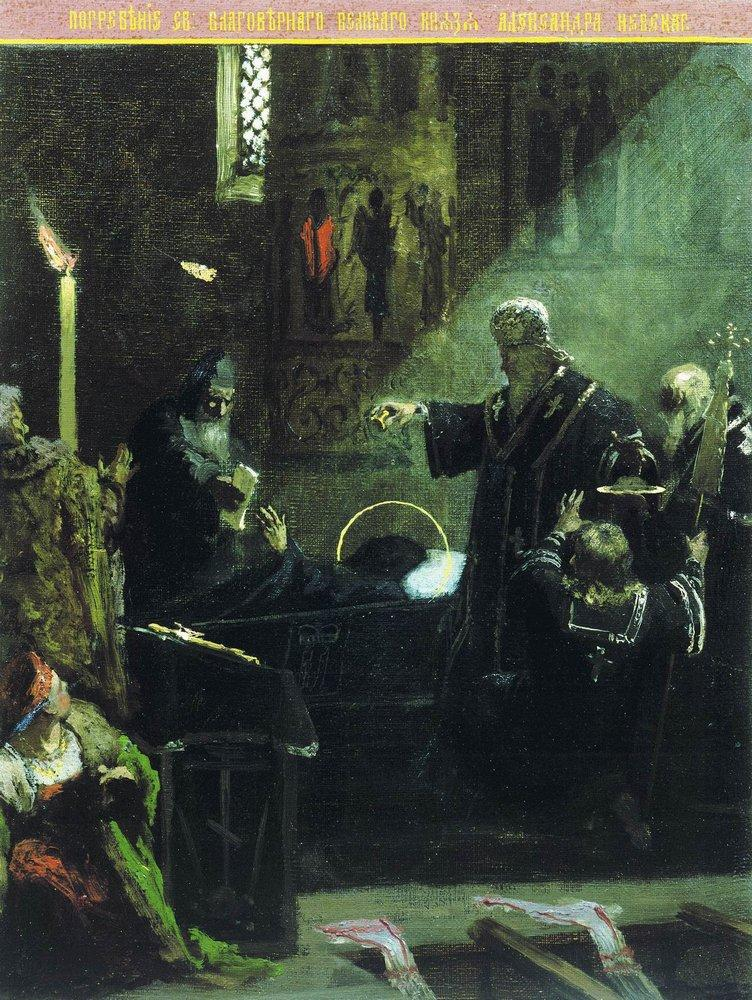
Enterrament d'Alexandre Nevski

De la Segona Crònica Pskoviana:
| « | "En tornar de l'Horda d'Or, el Gran Príncep Alexandre va arribar a la ciutat de Nijni Nóvgorod i va romandre-hi durant diversos dies amb bona salut, però quan va arribar a la ciutat de Gorodets va caure malalt. El gran príncep Alexandre, que sempre va ser ferm en la seva fe en Déu, va renunciar a aquest regne del món... I aleshores va lliurar la seva ànima a Déu i va morir en pau el 12 de novembre [1263], el dia que es recorda el sant apòstol Felip... En aquest enterrament, l'arquebisbe metropolità Cyril va dir: 'Fils meus, hauríeu de saber que el sol de la terra de Suzdal s'ha posat. Mai hi haurà un altre príncep com ell a la terra de Suzdal'. I els sacerdots i els diaques i els monjos, els pobres i els rics, i tot el poble van dir: "És el nostre final". " | » |

Encara que va morir a Gorodets, Alexandre va ser enterrat a la ciutat de Vladimir, a la Gran Abadia de l'Església de la Nativitat de la Santa Mare de Déu.

## Matrimoni i fills
Segons la Primera Crònica de Novgorod, Alexandre es va casar primer amb una filla de Bryacheslav Vasilkovitx, príncep de Polatsk i Vítsiebsk, el 1239. El seu nom no apareix a la crònica. Les genealogies l'anomenen Paraskeviia o Alexandra (possiblement noms de naixement i de matrimoni respectivament). Van tenir cinc fills:
- Vasili Alexandrovitx, príncep de Novgorod (c. 1239–1271). Va estar promès amb la princesa Kristina de Noruega el 1251. El contracte matrimonial es va trencar. Kristina es va casar amb Felip de Castella, fill de Ferran III de Castella i Elisabet de Hohenstaufen.
- Eudòxia Alexandrovna. Es va casar amb Konstantin Rostislavich, príncep de Smolensk.
- Dmitri de Pereslavl (c. 1250–1294).
- Andrei de Gorodets (c. 1255 – 27 de juliol de 1304).

Es va casar amb una segona dona anomenada Vasilisa o Vassa poc abans de la seva mort. Van tenir un fill.

## Llegat

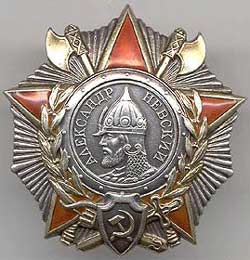
Ordre soviètica d'Alexandre Nevski

Va ser canonitzat per l'Església Ortodoxa Russa el 1547 (la seva festa és el 23 de novembre). Algunes de les seves polítiques a la frontera occidental van ser continuades pel seu net, Daumantas de Pskov, qui també va ser beatificat al segle xvi.
A finals del segle xiii, es compilà una crònica anomenada Vida d'Alexandre Nevski (Житие Александра Невского), en la qual és descrit com el príncep-soldat ideal, defensor de Rússia. Per ordres del tsar Pere I el Gran va fer que les seves restes fossin traslladades al monestir d'Alexandre Nevski de Sant Petersburg, a on segueixen.
El 21 de maig de 1725, la tsarina Caterina I de Rússia la Gran va introduir l'Orde de Sant Alexandre Nevski com una de les màximes condecoracions militars.
El 29 de juliol de 1942, durant la Gran Guerra Patriòtica, s'instituí l'Orde d'Alexandre Nevski per reviure el record de la lluita d'Alexandre contra els alemanys. També hi havia una ordre búlgara anterior dedicada a Sant Alexandre que es va fundar el 25 de desembre de 1881, que va deixar d'existir quan es va declarar la República Popular el 16 de setembre de 1946.

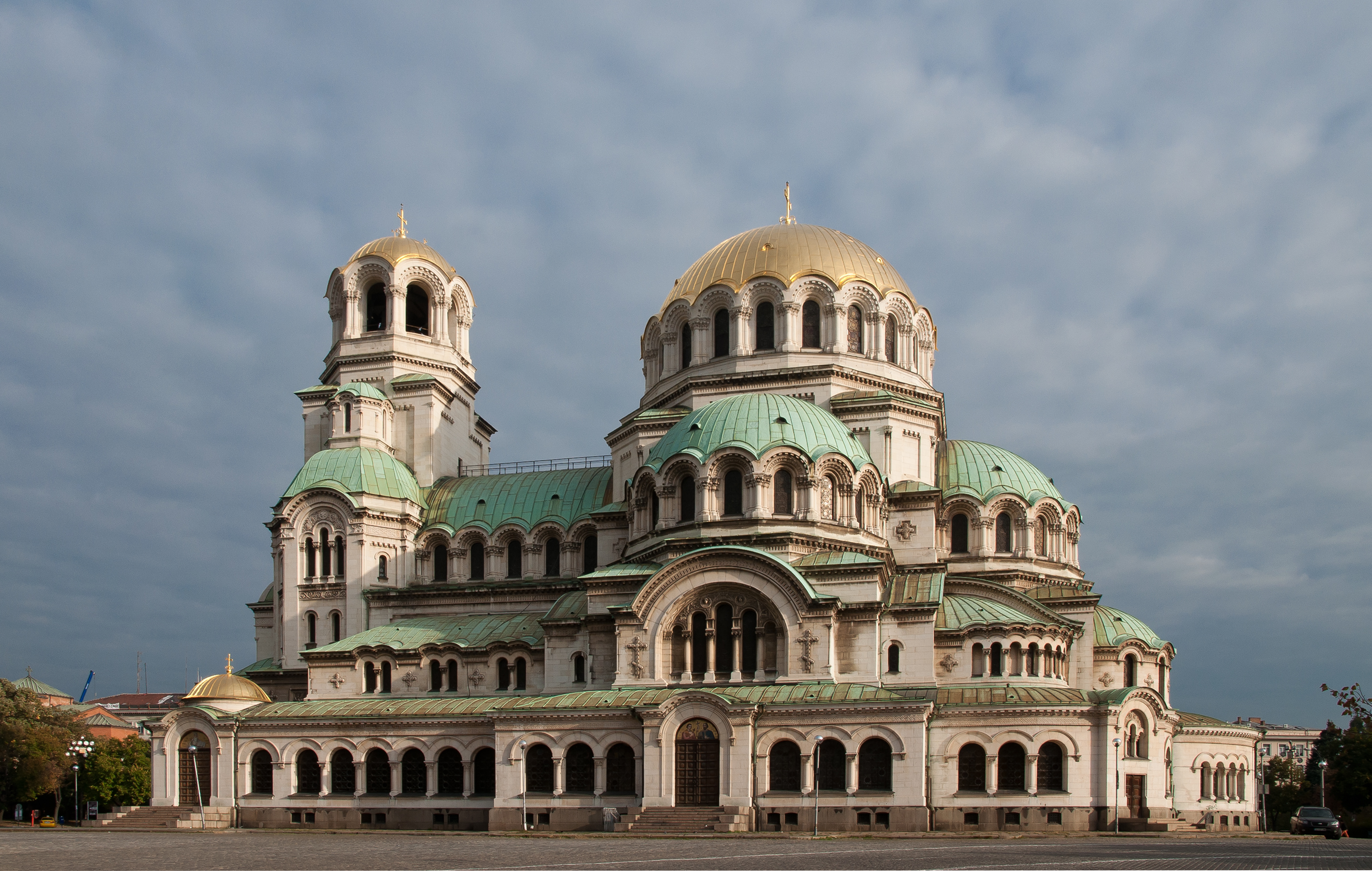
Catedral d'Alexandre Nevski, Sofia

El 1938 Serguei Eisenstein rodà una de les seves pel·lícules més aclamades, Aleksandr Nevski, basada en la victòria d'Alexandre sobre els cavallers teutons. La música de la pel·lícula va ser escrita per Serguei Prokófiev, qui també convertí la banda sonora en una cantata. A la imatge, Nevski va utilitzar una sèrie de proverbis russos, lligant Nevski fermament a la tradició russa. La frase final d'Alexandre, "Qui vingui a nosaltres amb una espasa, morirà per una espasa" (parafrasejant la sentència evangèlica "qui viu per l'espasa, morirà per l'espasa") es convertí en un dels eslògans patriòtics russos. I sovint s'atribueix a Alexander Nevsky, no va ser pronunciada per ell, sinó que prové de la pel·lícula d'Eisenstein, on ho va dir l'actor Nikolai Txerkàssov.
Hi ha una llarga tradició dins la flota russa de posar el nom de Nevski als vaixells, i actualment s'està construint un submarí nuclear per la Marina Russa amb el seu nom, com la fragata d'hèlix del segle xix Aleksandr Nevski i el K-550 Aleksandr Nevski, un submarí de míssils balístics de propulsió nuclear que actualment està en servei amb l'Armada Russa. La fama d'Alexandre Nevski s'ha estès més enllà de les fronteres de Rússia, i nombroses catedrals i esglésies li són dedicades, inclosa la catedral patriarcal de Sofia, Bulgària; l'església de la catedral de Tallinn, Estònia; l'església de la catedral de Łódź, Polònia; la catedral d'Alexandre Nevski a Ungheni, Moldàvia.
El 24 de setembre de 2008, Alexander Nevsky va ser declarat el principal heroi de la història de Rússia per votació popular, segons informa el diari Kommersant.
El desembre de 2008, va ser votat com el millor rus en l'enquesta televisiva de Nom de Rússia.

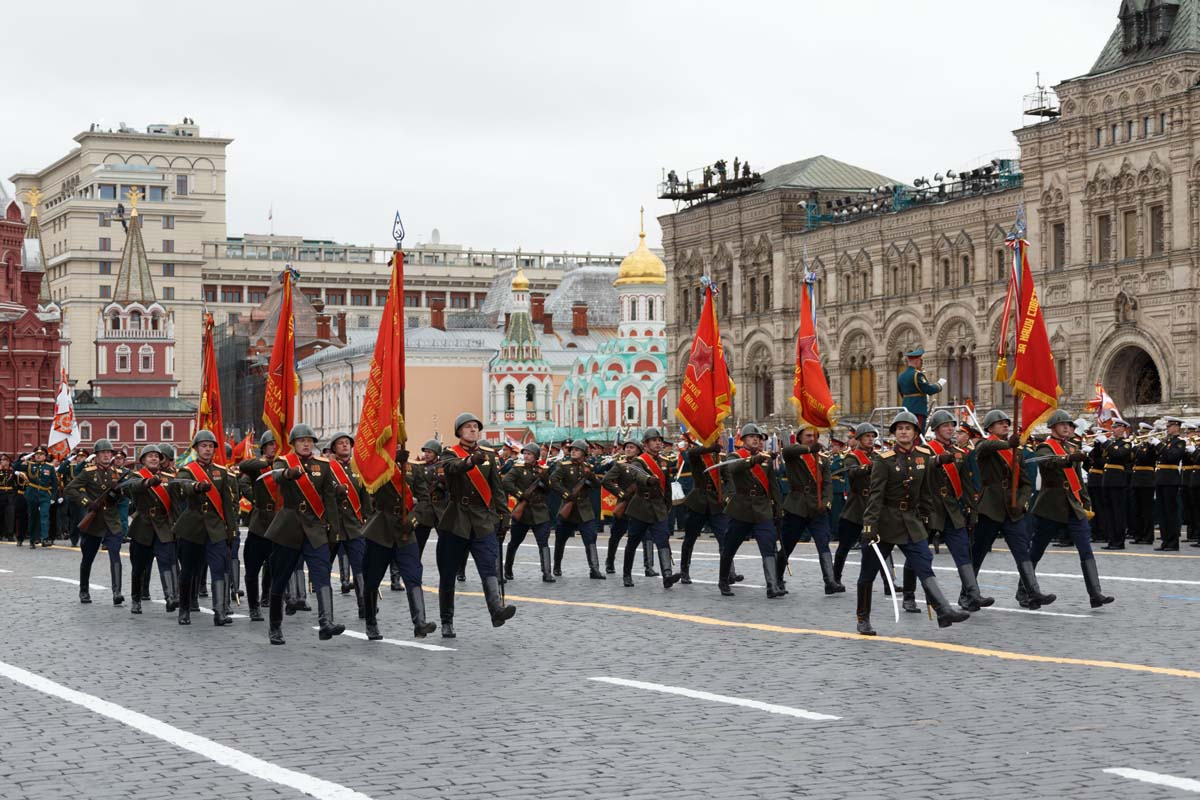
Soldats russos vestits amb els històrics uniformes de la desfilada soviètica que portaven les pancartes de combat de l'Exèrcit Roig que van rebre l'Ordre d'Alexandre Nevski durant la Segona Guerra Mundial.

Durant la desfilada del Dia de la Victòria de Moscou de 2021, un petit segment històric de la desfilada va comptar amb soldats russos vestits amb els històrics uniformes de l'Exèrcit Roig M1945 que portaven a terme les banderes de combat soviètics que van rebre l'Orde d'Alexandre Nevski durant la guerra. Aquest segment va coincidir amb el 800 aniversari des del naixement d'Alexandre Nevski l'any 1221 dC.